# Litoria jervisiensis
Litoria jervisiensis là một loài ếch thuộc họ Pelodryadidae. Nó là loài đặc hữu của Úc.
Các môi trường sống tự nhiên của chúng là các đầm lầy Wallum dọc bờ biển đông của New South Wales; từ biên giới Queensland đến đông Victoria. Loài này thân dài 55 cm. 